# Simonellite (composto chimico)
La simonellite è un composto chimico scoperto nell'omonimo minerale.